# Kuurne-Bruxelles-Kuurne 2019
La 71e édition de Kuurne-Bruxelles-Kuurne a lieu le 3 mars 2019. La course fait partie du calendrier UCI Europe Tour 2019 en catégorie 1.HC.

## Présentation

### Parcours

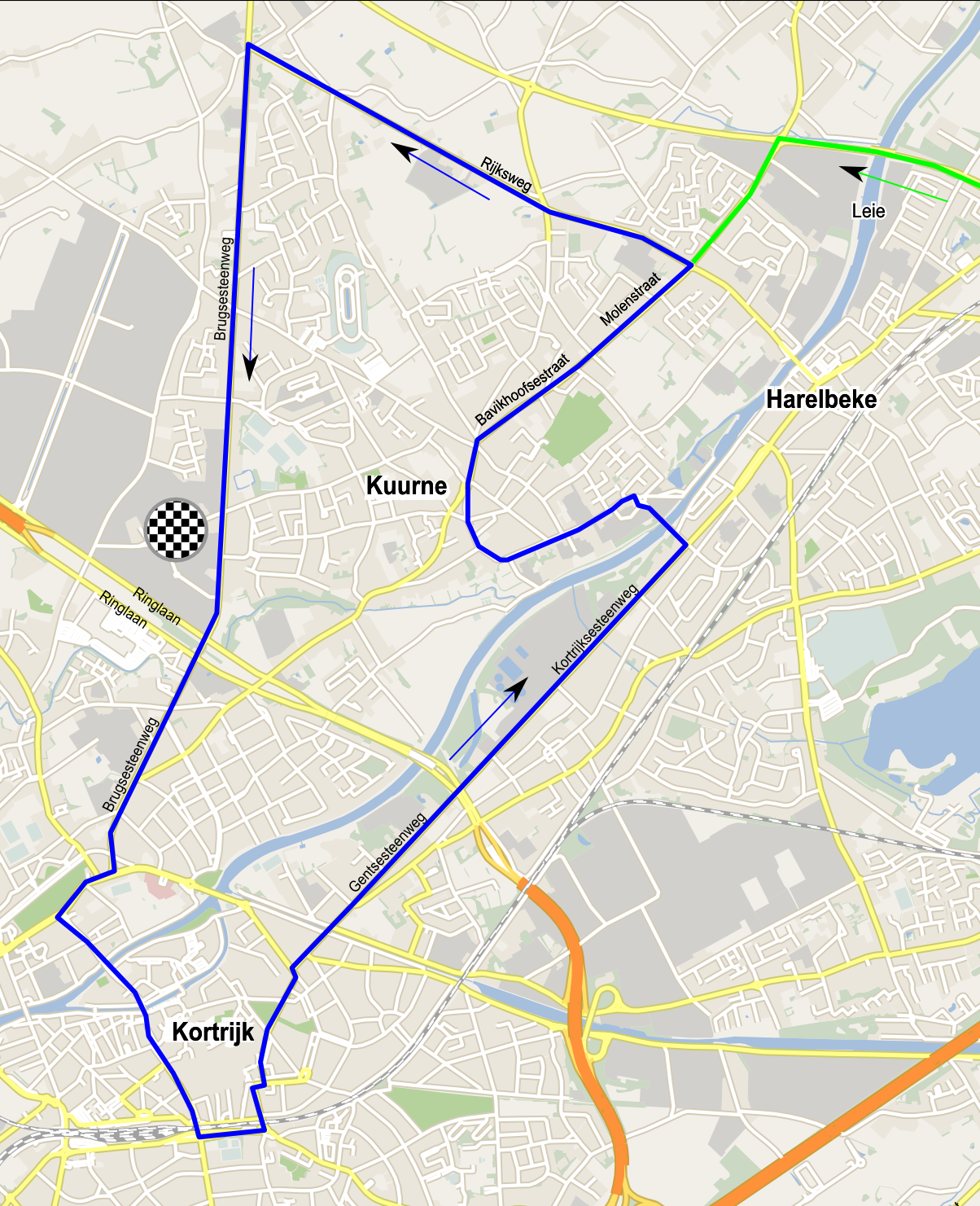
Circuit urbain de Kuurne-Bruxelles-Kuurne 2019

Treize monts sont au programme de cette édition, dont certains recouverts de pavés :
| Mont | Nom              | Km    | Revêtement     | Longueur (m) | Pente moyenne | Pente maxi | Km de l'arrivée |
| ---- | ---------------- | ----- | -------------- | ------------ | ------------- | ---------- | --------------- |
| 1    | Volkegemberg     | 33,3  | asphalte       | 1000         | 5 %           | 12 %       | 167,8           |
| 2    | Eikenmolen       | 47,9  | asphalte       | 350          | 5,9 %         | 12,5 %     | 153,2           |
| 3    | Onkerzele berg   | 68,3  | asphalte       | 2 100        | 3 %           | 7,5 %      | 132,8           |
| 4    | La Houppe        | 83,8  | asphalte       | 1 880        | 4,8 %         | 10 %       | 117,3           |
| 5    | Kanarieberg      | 89,3  | asphalte       | 1 000        | 7,7 %         | 14 %       | 111,8           |
| 6    | Kruisberg        | 96,7  | asphalte/pavés | 1 800        | 4,8 %         | 9 %        | 104,4           |
| 7    | Hotond           | 98,5  | asphalte       | 2 700        | 3,1 %         | 7,5 %      | 102,6           |
| 8    | Côte de Trieu    | 106,7 | asphalte       | 1 260        | 7 %           | 13 %       | 94,4            |
| 9    | Vieux Quaremont  | 116,5 | pavés          | 2 220        | 4 %           | 11,6 %     | 84,6            |
| 10   | Mont de l'Enclus | 123,3 | asphalte       | 1 100        | 6 %           | 11 %       | 77,8            |
| 11   | Tiegemberg       | 139,5 | asphalte       | 750          | 5 %           | 9 %        | 61,6            |
| 12   | Holstraat (nl)   | 143,8 | asphalte       | 1 000        | 5,2 %         | 12 %       | 57,3            |
| 13   | Nokereberg       | 151,4 | pavés          | 350          | 5,7 %         | 7 %        | 49,7            |

### Équipes
| WorldTeams (17)- AG2R La Mondiale - Astana - Bahrain-Merida - Bora-hansgrohe - CCC Team - Deceuninck-Quick Step - Dimension Data - EF Education First - Groupama-FDJ - Team Jumbo-Visma - Katusha-Alpecin - Lotto Soudal - Mitchelton-Scott - Movistar Team - Sky - Trek-Segafredo - UAE Team Emirates Équipes continentales professionnelles (8)- Arkéa-Samsic - Cofidis, Solutions Crédits - Direct Énergie - Israel Cycling Academy - Roompot-Charles - Sport Vlaanderen-Baloise - Vital Concept-B&B Hotels - Wanty-Groupe Gobert |
| |

## Classements

### Classement final
| \| Classement général \| Classement général \| Classement général \| Classement général \| Classement général \| \| Coureur \| Coureur \| Pays \| Équipe \| Temps \| \| ------------------ \| ------------------ \| ------------------ \| --------------------- \| ------------------ \| \| 1er \| Bob Jungels \| Luxembourg \| Deceuninck-Quick Step \| 4 h 42 min 54 s \| \| 2e \| Owain Doull \| Royaume-Uni \| Team Sky \| + 12 s \| \| 3e \| Niki Terpstra \| Pays-Bas \| Direct Énergie \| + 12 s \| \| 4e \| Dylan Groenewegen \| Pays-Bas \| Team Jumbo-Visma \| + 12 s \| \| 5e \| Yves Lampaert \| Belgique \| Deceuninck-Quick Step \| + 12 s \| \| 6e \| Florian Sénéchal \| France \| Deceuninck-Quick Step \| + 12 s \| \| 7e \| Jens Keukeleire \| Belgique \| Lotto-Soudal \| + 12 s \| \| 8e \| André Greipel \| Allemagne \| Arkéa-Samsic \| + 12 s \| \| 9e \| Jasper De Buyst \| Belgique \| Lotto-Soudal \| + 12 s \| \| 10e \| Carlos Barbero \| Espagne \| Movistar Team \| + 12 s \| |                   |             |                       |                 |
| |                   |             |                       |                 |
| Source : ProCyclingStats |                   |             |                       |                 |
| Classement général |                   |             |                       |                 |
| Coureur | Coureur           | Pays        | Équipe                | Temps           |
| 1er | Bob Jungels       | Luxembourg  | Deceuninck-Quick Step | 4 h 42 min 54 s |
| 2e | Owain Doull       | Royaume-Uni | Team Sky              | + 12 s          |
| 3e | Niki Terpstra     | Pays-Bas    | Direct Énergie        | + 12 s          |
| 4e | Dylan Groenewegen | Pays-Bas    | Team Jumbo-Visma      | + 12 s          |
| 5e | Yves Lampaert     | Belgique    | Deceuninck-Quick Step | + 12 s          |
| 6e | Florian Sénéchal  | France      | Deceuninck-Quick Step | + 12 s          |
| 7e | Jens Keukeleire   | Belgique    | Lotto-Soudal          | + 12 s          |
| 8e | André Greipel     | Allemagne   | Arkéa-Samsic          | + 12 s          |
| 9e | Jasper De Buyst   | Belgique    | Lotto-Soudal          | + 12 s          |
| 10e | Carlos Barbero    | Espagne     | Movistar Team         | + 12 s          |

### UCI Europe Tour
La course attribue aux coureurs le même nombre de points pour l'UCI Europe Tour 2018 et le Classement mondial UCI.
| Position           | 1er | 2e  | 3e  | 4e  | 5e | 6e | 7e | 8e | 9e | 10e | 11e | 12e | 13e | 14e | 15e | 16e à 30e | 31e à 40e |
| Classement général | 200 | 150 | 125 | 100 | 85 | 70 | 60 | 50 | 40 | 35  | 30  | 25  | 20  | 15  | 10  | 5         | 3         |

## Liste des participants
| Légende | Légende                                                                    | Légende | Légende                                                    |
| ------- | -------------------------------------------------------------------------- | ------- | ---------------------------------------------------------- |
| Num     | Dossard de départ porté par le coureur sur ce Kuurne-Bruxelles-Kuurne      | Pos     | Position à l'arrivée de la course                          |
|         | Indique un maillot de champion national ou mondial, suivi de sa spécialité | NP      | Indique un coureur qui n'a pas pris le départ de la course |
| AB      | Indique un coureur qui n'a pas terminé la course                           | HD      | Indique un coureur qui a terminé la course hors des délais |